# ريكاردو وليامز
ريكاردو وليامز (3 فبراير 1968 في المملكة المتحدة - ) (بالإنجليزية: Ricardo Williams)‏ هو لاعب كريكت بريطاني. لعب مع نادي مقاطعة غلوستر للكريكت ‏.

## وصلات خارجية
- ريكاردو وليامز على موقع إي آس بي آن كريك إنفو (الإنجليزية)